# Carlos Mercedes Vásquez
Carlos Mercedes Vásquez (Santa Marta, Guatemala, 13 de febrero de 1982 – Catarina, San Marcos, 27 de noviembre de 2010) fue un futbolista guatemalteco.

## Biografía
Carlos jugó en los equipos del Deportivo Petapa, Universidad SC y Deportivo Malacateco.
El 26 de noviembre de 2010 fue secuestrado, una hipótesis señala que esto se debió a que tenía una relación sentimental con una mujer casada, cuando estaba en compañía de otros futbolistas del Malacateco.
Dos días después el cadáver mutilado de Vásquez fue localizado bajo el puente Cabuz, en el caserío Berdún en Malacatán, mismo sector donde fue asesinado en mayo de 2007 el presidente honorario de Malacateco, Eduardo de León, junto a su cuñado Fredy Rodríguez.